# Motherland
Motherland je třetí sólové studiové album americké zpěvaky Natalie Merchant. Vydáno bylo v listopadu roku 2001 společností Elektra Records a spolu se zpěvačkou jej produkoval T-Bone Burnett. Jde o zpěvaččino poslední album vydané společností Elektra.

## Seznam skladeb
1. „This House Is on Fire“ – 4:42
2. „Motherland“ – 4:44
3. „Saint Judas“ – 5:44
4. „Put the Law on You“ – 5:01
5. „Build a Levee“ – 4:46
6. „Golden Boy“ – 4:10
7. „Henry Darger“ – 4:24
8. „The Worst Thing“ – 5:46
9. „Tell Yourself“ – 5:14
10. „Just Can't Last“ – 4:31
11. „Not in This Life“ – 5:22
12. „I'm Not Gonna Beg“ – 3:40

## Obsazení
- Natalie Merchant – zpěv, klavír
- Carla Azar – bicí
- Stephen Barber – aranžmá, dirigent
- Matt Chamberlain – bicí, perkuse
- Sandra Church – altflétna
- Nick Cords – viola
- Kate Daley – hlas
- Kelly Daley – hlas
- Erik Della Penna – kytara, úd, banjo, buzuku
- Karen Dreyfus – viola
- Elizabeth Dyson – violoncello
- Bruno Eicher – housle
- Mike Elizondo – kontrabas
- Mitchell Estrin – basklarinet
- Bob Glaub – baskytara
- Gabriel Gordon – kytara, zpěv
- Katie Goldberg – zpěv
- Soo Hyun Kwon – housle
- Tony Kadleck – trubka
- Vivek Kamath – viola
- Ann S. Kim – housle
- Lisa E. Kim – housle
- Keefus Ciancia – klavír, varhany, klávesy
- Guy Klucevsek – akordeon
- David Krakauer – klarinet
- Krystof Kuznik – housle
- Greg Leisz – kytara, banjo, mandolína
- Graham Maby – baskytara
- Karen Marx – housle
- Jeremy McCoy – baskytara
- Philip Myers – lesní roh
- Sandra Park – housle
- Van Dyke Parks – akordeon
- David Ralicke – saxofon, pozoun
- Laura Seaton – housle
- Sarah Seiver – violoncello
- Robert T. Shaw – housle
- Fiona Simon – housle
- Mavis Staples – zpěv
- Elizabeth Steen – varhany, mellotron, klavír, elektrické piano
- Alan Stepansky – violoncello
- Jung Sun Yoo – housle
- Chris Tedesco – trubka
- Patrick Warren – harmonium
- Sharon Yamada – housle